# محرك نانو أنابيب النانو
محرك النانو لأنابيب النانو (بالإنجليزية: Nanotube nanomotor)‏ هي محركات نانوية الحجم من صنع الإنسان، تمثل أجهز اصطناعية تكون مقاييسها في مدى بضعة نانومترات وظيفتها هي توليد حركات خطية أو مغزلية باستخدام الأنابيب النانوية الكربونية كمكون رئيسي لها. تملك الطبيعة بالفعل بعض أكثر الأنواع قوة وكفاءة من محركات النانو، وقد تمت إعادة هندسة بعض هذه النانومترات الأحيائية الطبيعية لكي تناسب الاستخدام في الأغراض الصناعية الحديثة. لكن مع هذا، فإن المحركات النانوية هذه مُصممة للعمل في ظروف بيئية خاصة (وسط سائل أو مصادر طاقة إلخ..).

## اقرأ أيضاً
- محرك النانو